# Виски с содовой
Виски с содовой, хайбо́л (в Японии) — это напиток, состоящий из виски с содовой или другой газированной водой.
Не существует фиксированного соотношения ингредиентов, количество воды может варьироваться в зависимости от вкуса: от небольшого количества до нескольких частей воды, по отношению к виски. Напиток может подаваться со льдом или без него, а иногда и с простыми добавками, таким как цитрусовая цедра или кусок лимона.
В качестве стеклянной посуды может использоваться любой стакан типа «тамблер», чаще всего олд фешен или хайбол. Последний, будучи большим, используется особенно при добавлении льда или относительно большого количества воды.

## История

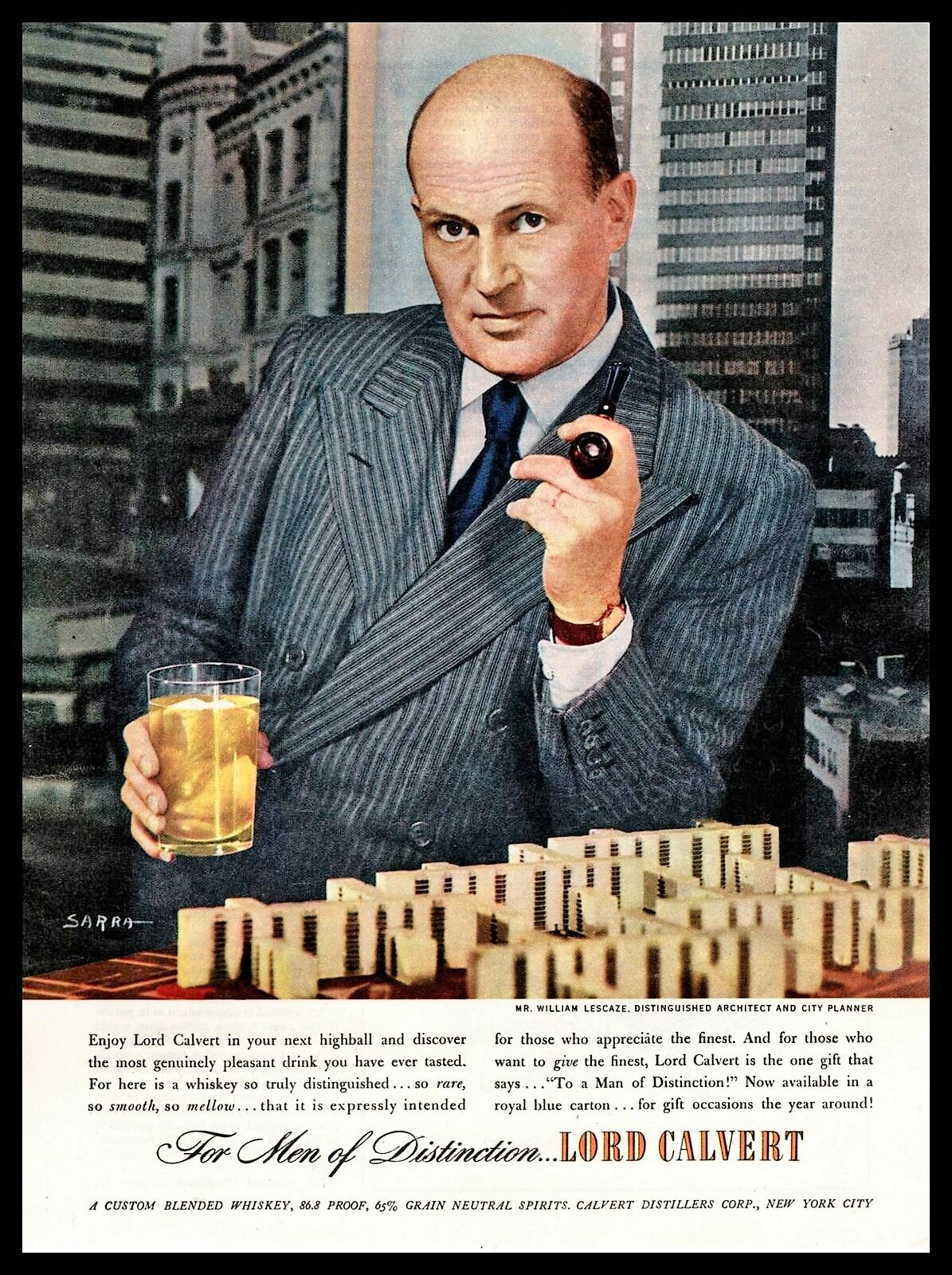
Уильям Лесказ в рекламе виски Lord Calvert, подданного в формате хайбола, 1948 год

Точное происхождение этого напитка неясно, но сочетание виски и содовой было популярно как в Великобритании, так и в США в конце XIX века. Бармен из Цинциннати Лоулор в своей книге «Миксиколог», изданной в 1895 году, описал напиток из виски и содовой под названием «Сплификатор» (англ. Splificator), а также коктейль «Хай Болл» (англ. High Ball), в который добавляется бренди или виски и сельтерская вода со льдом.
Бармен и писатель Патрик Гэвин Даффи в 1927 году написал письмо, которое было опубликовано в газете The New York Times. В нём Даффи пишет, что он редко подавал шотландский виски в своем кафе, пока британский актёр Рэтклифф не начал заказывать его. Когда Даффи раздобыл немного виски Usher’s, он начал готовить Рэтклиффу напиток с виски, содовой и куском льда, это произошло примерно в 1894 году. Слухи распространились, и вскоре, как пишет Даффи, он стал подавать мало что иное, кроме этих шотландских коктейлей.
Сочетание виски с содовой являлось одним из любимых напитков Уинстона Черчилля.
Историк коктейлей Дэвид Уондрич, автор справочника по коктейлям Imbibe, заявил, что со временем скотч с содовой был вытеснен более изысканными напитками. Это совпадает с опытом Альфи Спирса, бывшего бар-менеджера: «Семь лет назад у меня был один постоянный посетитель, который заказывал виски с содовой, но такое случалось нечасто». «Сейчас хайбол очень возрождается, и в какой-то степени мы обязаны этим нашим японским коллегам». Хайбол стал популярен в Японии, начиная с 1950-х годов. К 1980-м годам в японских барах этот напиток подавался с помощью высокотехнологичных аппаратов, в которые виски добавлялась газированная вода. В Японии виски с содовой, обычно приготовленный из Suntory Kakubin, является синонимом «хайбола». Традиционное соотношение виски с содовой в Японии — 1:4.
Похожие напитки могут быть приготовлены из разных сортов виски и будут иметь во многом схожие характеристики. «Стинга» — это напиток, приготовленный из равных частей виски и содовой воды, подаваемый со льдом. В начале XX века это был популярный напиток среди британских подданных в районах Британской империи в Азии. Термин происходит от малайского слова, означающего «половина» (малайск. setengah).